# Епархия Пантейна
Епархия Пантейна (лат. Dioecesis Patheinensis) — епархия Римско-Католической церкви с центром в городе Пантейн, Мьянма. Епархия Пантейна входит в митрополию Янгона. Кафедральным собором епархии Пантейна является церковь святого Петра.

## История
1 января 1955 года Римский папа Пий XII выпустил буллу Quo commodius, которой учредил епархию Бассейна, выделив её из апостольского викариата Рангуна (сегодня — Архиепархия Янгона).
8 октября 1991 года епархия Бассейна была переименована в епархию Пантейна.

## Ординарии епархии
- епископ George Maung Kyaw (1.05.1955 — 1968);
- епископ Joseph Mahn Erie (16.02.1968 — 3.06.1982);
- епископ Joseph Valerius Sequeira (24.01.1986 — 22.02.1992);
- епископ John Gabriel (22.02.1992 — 16.08.1994);
- епископ Чарльз Маунг Бо (13.03.1996 — 24.05.2003) — назначен архиепископом Янгона;
- епископ John Hsane Hgyi (24.05.2003 — по настоящее время).

## Источник
- Annuario Pontificio, Ватикан, 2007
- Булла Quo commodius, AAS 47 (1955), стр. 305  (лат.)